# Cal Foote
Callan Hayden "Cal" Foote, född 13 december 1998 i Englewood i Colorado, är en kanadensisk-amerikansk professionell ishockeyback som spelar för Nashville Predators i National Hockey League (NHL).
Han har tidigare spelat för Tampa Bay Lightning i NHL; Syracuse Crunch i American Hockey League (AHL); Kelowna Rockets i Western Hockey League (WHL) samt Omaha Lancers i United States Hockey League (USHL).
Foote draftades av Tampa Bay Lightning i första rundan 2017 års draft som 14:e totalt.
Han vann Stanley Cup med Tampa Bay Lightning för säsongen 2020–2021.
Han är son till Adam Foote och äldre bror till Nolan Foote.

## Statistik
| 2013–2014  | Colorado Thunderbirds | T1EHL      | 33  | 2  | 12  | 14  | 19  | —  | — | —  | —  | —  |
| 2014–2015  | Colorado Thunderbirds | T1EHL      | 23  | 4  | 11  | 15  | 42  | 4  | 3 | 2  | 5  | 2  |
|            | Omaha Lancers         | USHL       | 2   | 0  | 1   | 1   | 0   | —  | — | —  | —  | —  |
| 2015–2016  | Kelowna Rockets       | WHL        | 71  | 8  | 28  | 36  | 36  | 18 | 1 | 8  | 9  | 12 |
| 2016–2017  | Kelowna Rockets       | WHL        | 71  | 6  | 51  | 57  | 41  | 14 | 1 | 6  | 7  | 24 |
| 2017–2018  | Kelowna Rockets       | WHL        | 60  | 19 | 51  | 70  | 46  | 4  | 1 | 5  | 6  | 4  |
|            | Syracuse Crunch       | AHL        | 6   | 1  | 0   | 1   | 4   | 7  | 1 | 1  | 2  | 0  |
| 2018–2019  | Syracuse Crunch       | AHL        | 76  | 10 | 21  | 31  | 53  | 4  | 0 | 0  | 0  | 0  |
| 2019–2020  | Syracuse Crunch       | AHL        | 62  | 6  | 22  | 28  | 38  | —  | — | —  | —  | —  |
| 2020–2021  | Tampa Bay Lightning   | NHL        | 35  | 1  | 2   | 3   | 29  | —  | — | —  | —  | —  |
|            | Syracuse Crunch       | AHL        | 6   | 1  | 3   | 4   | 4   | —  | — | —  | —  | —  |
| 2021–2022  | Tampa Bay Lightning   | NHL        | 56  | 2  | 7   | 9   | 29  | 13 | 0 | 2  | 2  | 6  |
|            | Syracuse Crunch       | AHL        | 5   | 0  | 0   | 0   | 0   | —  | — | —  | —  | —  |
| 2022–2023  | Tampa Bay Lightning   | NHL        | 26  | 1  | 2   | 3   | 28  | —  | — | —  | —  | —  |
| NHL totalt | NHL totalt            | NHL totalt | 117 | 4  | 11  | 15  | 86  | 13 | 0 | 2  | 2  | 6  |
| AHL totalt | AHL totalt            | AHL totalt | 155 | 18 | 46  | 64  | 99  | 11 | 1 | 1  | 2  | 0  |
| WHL totalt | WHL totalt            | WHL totalt | 202 | 33 | 130 | 163 | 123 | 36 | 3 | 19 | 22 | 40 |

### Internationellt
| Källa: Uppdaterad: 2021-04-05 | Källa: Uppdaterad: 2021-04-05 | Källa: Uppdaterad: 2021-04-05 |         | Utv = Utvisningsminuter | Utv = Utvisningsminuter | Utv = Utvisningsminuter | Utv = Utvisningsminuter | Utv = Utvisningsminuter |
| År                            | Lag                           | Mästerskap                    | Matcher | Mål                     | Assists                 | Poäng                   | Utv                     |                         |
| ----------------------------- | ----------------------------- | ----------------------------- | ------- | ----------------------- | ----------------------- | ----------------------- | ----------------------- | ----------------------- |
| 2018                          | Kanada                        | JVM                           | 7       | 0                       | 3                       | 3                       | 0                       |                         |
| Junior totalt                 | Junior totalt                 | Junior totalt                 | 7       | 0                       | 3                       | 3                       | 0                       |                         |